# 蜂屋荘
蜂屋荘（はちやのしょう）は、平安時代から室町時代にかけて美濃国にあった荘園。長講堂領（皇室領）の一つ。

## 概要

### 所在
美濃国加茂郡。現在の岐阜県美濃加茂市南部と坂祝町北東部。

### 規模
不明。

### 起源
平安時代末期にはすでに摂関家領。

### 領主
摂関家→皇室（後白河法皇・宣陽門院ら）→源氏（源仲兼・源中業ら）・二条家→油小路家→西園寺家　　　

### 終焉
室町時代に地頭勢力に圧迫されたか。

### 備考
- 鎌倉時代に南荘と北荘に分裂。
- 鎌倉時代初期に千葉常胤が当荘の地頭になりたがったがかなわなかった。
- 当荘は土岐氏傍流蜂屋氏の発祥地。